# Thismia goodii
Thismia goodii är en enhjärtbladig växtart som beskrevs av Ruth Kiew. Thismia goodii ingår i släktet Thismia och familjen Burmanniaceae. Inga underarter finns listade i Catalogue of Life.